# Њувејлен (Аљаска)
Њувејлен (енгл. Newhalen) град је у америчкој савезној држави Аљаска.

## Демографија
По попису из 2010. године број становника је 190, што је 30 (18,8%) становника више него 2000. године.
| Група             | 2000.     | 2010.     |
| Белци             | 14 (8,8%) | 14 (7,4%) |
| Афроамериканци    | 0 (0,0%)  | 1 (0,5%)  |
| Азијати           | 0 (0,0%)  | 0 (0,0%)  |
| Хиспаноамериканци | 0 (0,0%)  | 5 (2,6%)  |
| Укупно            | 160       | 190       |